# Adidyma adversa
Adidyma adversa är en tvåvingeart som beskrevs av Townsend 1935. Adidyma adversa ingår i släktet Adidyma och familjen parasitflugor. Inga underarter finns listade i Catalogue of Life.